# Vytautas Kasiulis

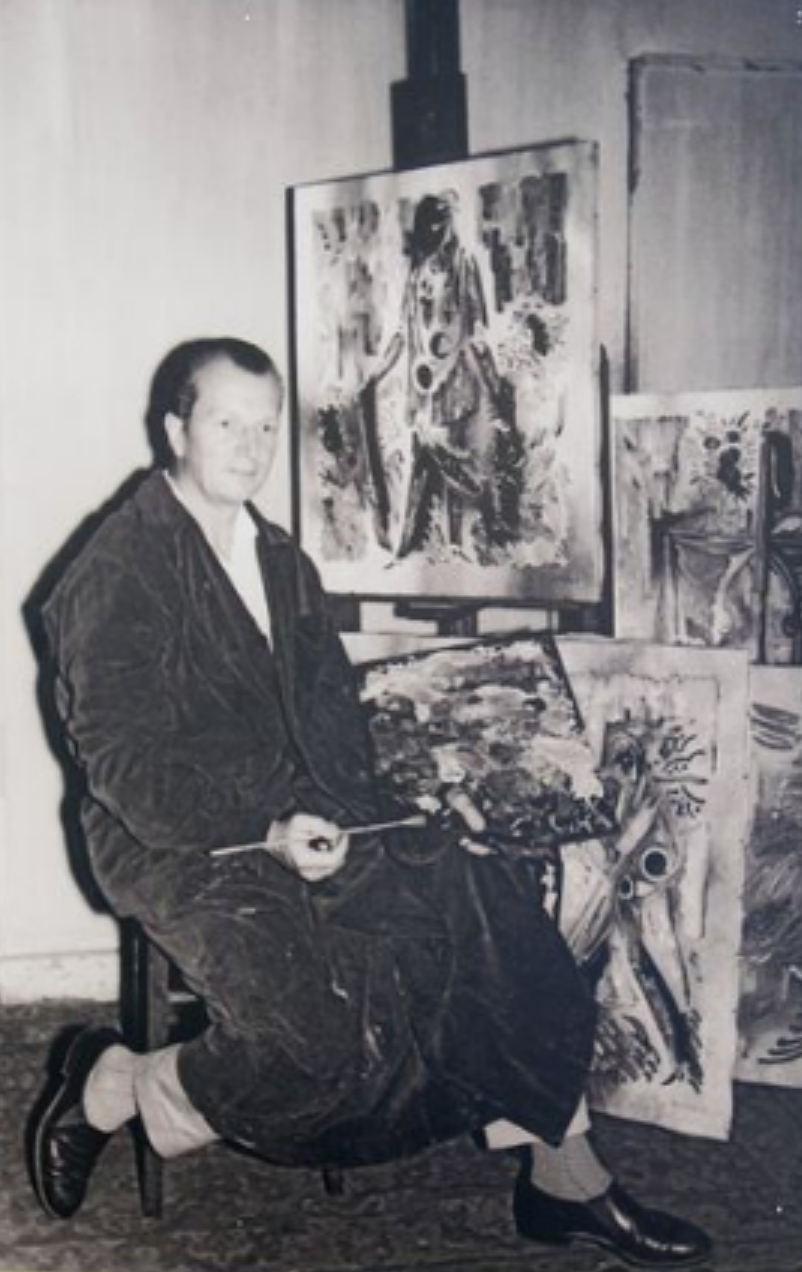
KASIULIS VYTAUTAS

Vytautas Kasiulis  (1918 Simnas, Lituania -1995 París, Francia) fue un pintor lituano.
Nacido en familia de artistas - descendiente del pintor Matas Kasiulis, Vytautas nació en Simnas mostró un talento excepcional para el dibujo desde su infancia. En 1937 ingresó en la Escuela de Artes de Kaunas (que entonces se llamaba Instituto de Artes Aplicadas de Kaunas), donde se graduó en 1941. Después de completar sus estudios, Kasiulis quedó en el instituto como un miembro del personal. Después de su primera exposición individual en El Grande Museo de la Cultura en 1943, el crítico Juozas Keliuotis, escribiendo para la revista Kūryba, se le pronostica como un artística sobresaliente y con futuro.
El destino del artista que se había ido a Austria y Alemania en 1944 para perfeccionar sus habilidades se determinó por el final de la Segunda Guerra Mundial, lo que hizo imposible para él volver a Lituania. Junto con otros artistas que huyeron de Lituania, Kasiulis enseña en la Escuela de Friburgo de Artes y Oficios fundada en 1946. Allí pintó prodigiosamente, participando en exposiciones de artistas de Lituania y la organización de varias exposiciones individuales en Kiel, Bad Segeberg, Hamburgo y Friburgo.
Una nueva y difícil etapa de la vida del artista comenzó en París, donde llegó en 1948. A pesar de la vida de un vagabundo de la calle sin hogar que ha experimentado en el París de la posguerra, nunca perdió esperanza, creando prodigiosamente, visitando exposiciones, y sin descanso persiguiendo su objetivo. El reconocimiento y la fama no se hicieron esperar. La pintura de Kasiulis 'Huida a Egipto" fue incluido en la lista de las mejores obras del concurso organizado en París por Hallmark, una galería de América, y, junto con obras de otros cuarenta y nueve pintores, viajó por América y las galerías más prestigiosas de la Argentina. Alentados por su primer éxito, Kasiulis fue a hacer una exposición individual en París en 1949, que atrajo la atención de los críticos de arte y galeristas. Más tarde ese mismo año, Raymond Duncan presenta obras de Kasiulis en su propia galería, lo que provocó una gran fama al artista. Las obras de Kasiulis atrajo el interés de la galería Marlborough de Londres, con la que más tarde llegó a la conclusión de un acuerdo a largo plazo. En 1950, el famoso experto en el arte de París Cristiano-Gilbert Stiebel organizó una gran exposición de obras de Kasiulis, que no solo fue aclamado por la crítica, sino también por museos. En 1955, expone con los artistas parisinos más famosos organizada por el museo Galliera. Exposiciones en las galerías más prestigiosas y museos en París pronto le trajo el reconocimiento internacional: ya sea Nueva York, Berlín, Estocolmo, Copenhague, o en Ginebra, el éxito nunca lo dejó.

Kasiulis compró una galería para sí mismo en el centro de París, donde expuso sus pinturas y obras gráficas. En Lituania, sin embargo, Kasiulis casi nunca se menciona simplemente porque sus obras habían sido inaccesibles para el público en general durante bastante tiempo. La primera oportunidad real de presentar el patrimonio artístico de Kasiulis al público de Lituania se produjo solo en 2009, cuando la viuda del artista Sra Kasiulienė prestó al Museo de Arte de Lituania una colección de sus obras con cargo al fondo, en París.
Después de la remodelación del edificio histórico (Goštauto Str . 1) y adaptarlo a las necesidades de un museo y en vistas al desarrollo del turismo cultural, una nueva división del Museo de Arte de Lituania abrió sus puertas a "El Museo de Arte Vytautas Kasiulis" . Junto con la exposición permanente que presenta la colección donada al país por su viuda.